# Florencio Campomanes

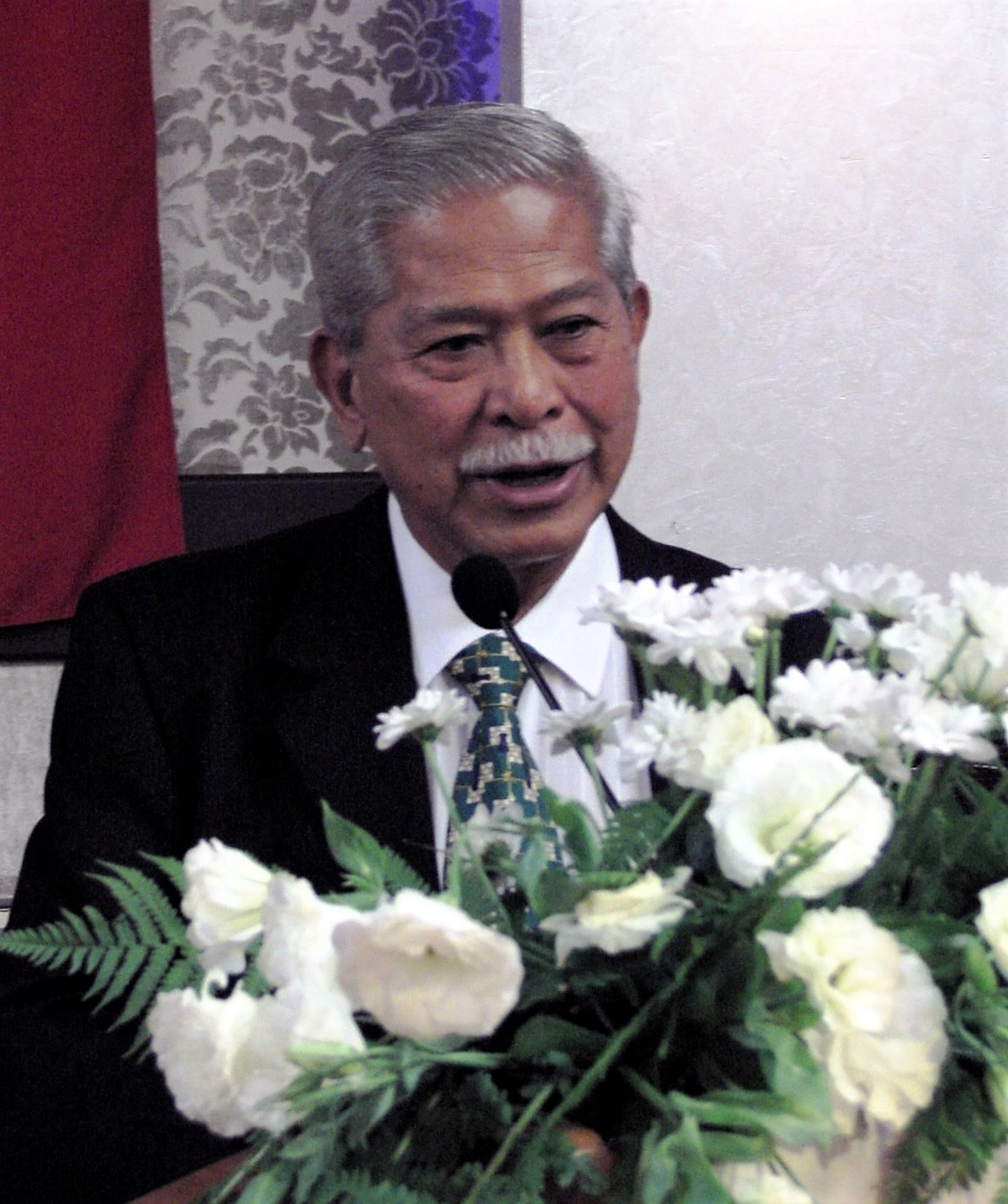
Florencio Campomanes (2008)

Florencio Basa Campomanes (* 22. Februar 1927 in Manila; † 3. Mai 2010 in Baguio City) war ein philippinischer Schachspieler und -funktionär.
Campomanes, ein studierter Politikwissenschaftler (Abschluss an der Georgetown University 1954), wurde 1950 Landesmeister im Schach und spielte mit den Philippinen bei den Schacholympiaden 1956, 1958, 1960, 1964 und 1966. Seine beste historische Elo-Zahl 2408 erreichte er im Dezember 1964.
Später wurde er Funktionär, zunächst im philippinischen Schachverband, dann im Weltschachbund FIDE. 1982 wurde er als erster Nichteuropäer zu dessen Präsident gewählt (er setzte sich gegen Friðrik Ólafsson und den Jugoslawen Kazic durch.) und behielt dieses Amt bis 1995. Auf dem 66. FIDE-Kongress im November 1995 in Paris warf man ihm Unregelmäßigkeiten in den Finanzen vor und wählte ihn ab. Sein Nachfolger wurde Kirsan Iljumschinow, der Präsident der russischen autonomen Republik Kalmückien.
In seine Amtszeit fielen der umstrittene Abbruch des ersten Wettkampfes um die Schachweltmeisterschaft 1984 zwischen Anatoli Karpow und Garri Kasparow am 15. Februar 1985, sowie Differenzen mit der Grandmaster Association und 1993 die von Kasparow und Nigel Short initiierte Abspaltung der Professional Chess Association (PCA) von der FIDE.

## Privates
1990/91 zog sich Campomanes bei einem Autounfall in Uganda ein schweres Schleudertrauma zu und musste eine Zeitlang eine Halsmanschette tragen. Bei dem Unfall kam der den Wagen steuernde Präsident der Schachföderation von Uganda, Paul Bitarabeho, ums Leben.